# احترام

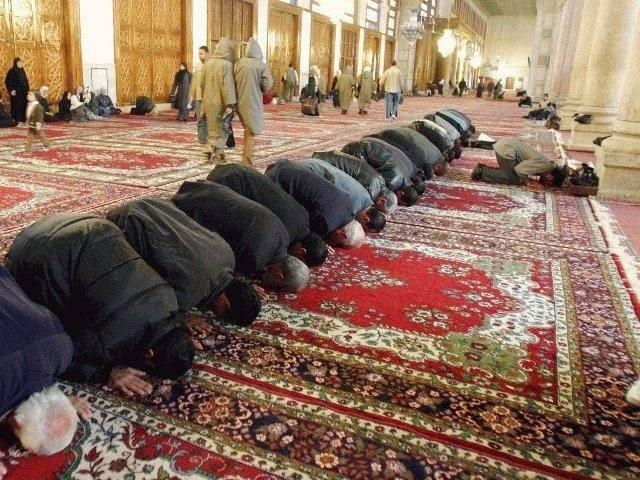
السجود في صلاة المسلمين تظهر منتهى الاحترام والتقوى والعبودية لله.

الاحترام هو أحد القيم الحميدة التي يتميز بها الإنسان، ويعبر عنه تجاه كل شيء حوله أو يتعامل معه بكل تقدير وعناية والتزام. فهو تقدير لقيمة ما أو لشيء ما أو لشخص ما، وإحساس بقيمته وتميزه، أو لنوعية الشخصية، أو القدرة، أو لمظهر من مظاهر نوعية الشخصية والقدرة. يتجلى الاحترام كنوع من الأخلاق أو القيم، كما هو الحال في المفهوم الشائع «احترام الآخرين» أو مبدأ التعامل بالمثل، لكن هنالك فرق بينة وبين عدة مصطلحات مثل «الاهتمام والإعجاب» يفضل عدم الخلط بينها... ويفضل عدم المبالغة في الاحترام حتى لا يساء الفهم.
احترام الحق أو الامتياز أو موقف متميز، أو شخص أو شيء ما له حقوق أو امتيازات؛ القبول المناسب أو المجاملة؛ احترام لحق المشتبه فيه في الاستعانة بمحام؛ إظهار الاحترام للعلم، واحترام المسنين. وكلمة ازدراء هي عكس كلمة احترام وتعبر تماما عن عكس جميع ما تعنيه كلمة احترام.

## الاحترام لدى العرب
مظاهر الاحترام عديدة وقد تختلف تبعا للعادات والتقاليد. في مقدمتها احترام الصغير للكبير واحترام المجالس واحترام الضيف إلى درجة التكريم واحترام المرأة. وحتى هذه لها تفاصيل في التعامل منها ما بقي حتى يومنا هذا ومنها ما تبدل ومنها ما أستحدث تبعا للحالات الاجتماعية. وقد تأثر مضمون الاحترام عند العرب بصورة كبيرة بالدين الإسلامي، إذ جعل ثقافة الاحترام جزء أساسيا من منهج الحياة اليومية بل وجزء كبيرا من العبادات نفسها. وعلى سبيل المثال قرن الله عبادته باحترام الوالدين، إذ ورد في القرآن الكريم (وَقَضَى رَبُّكَ أَلاَّ تَعْبُدُواْ إِلاَّ إِيَّاهُ وَبِالْوَالِدَيْنِ إِحْسَانًا إِمَّا يَبْلُغَنَّ عِندَكَ الْكِبَرَ أَحَدُهُمَا أَوْ كِلاَهُمَا فَلاَ تَقُل لَّهُمَآ أُفٍّ وَلاَ تَنْهَرْهُمَا وَقُل لَّهُمَا قَوْلاً كَرِيمًا وَاخْفِضْ لَهُمَا جَنَاحَ الذُّلِّ مِنَ الرَّحْمَةِ وَقُل رَّبِّ ارْحَمْهُمَا كَمَا رَبَّيَانِي صَغِيرًا).

## المفهوم الدولي

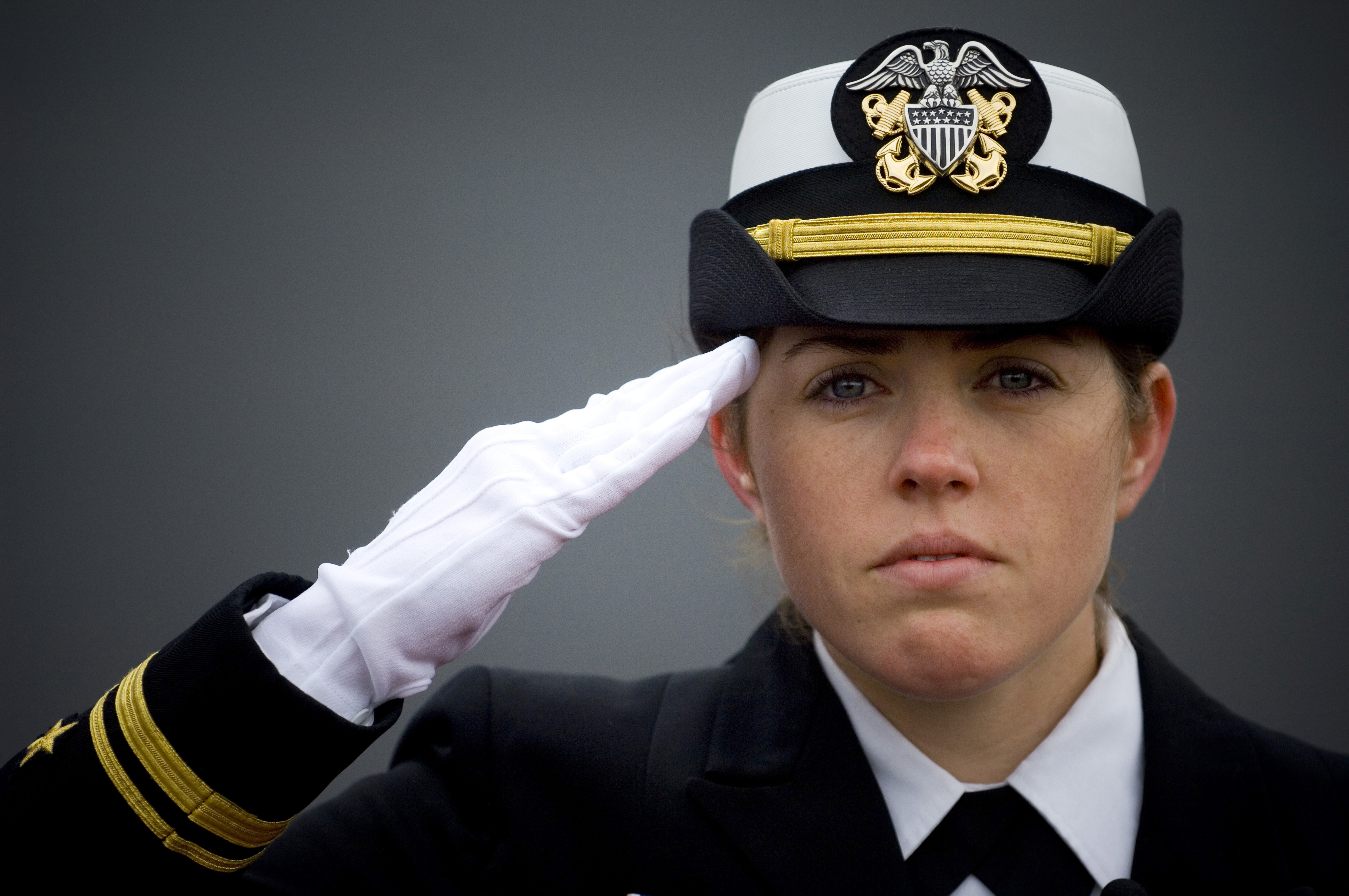
أداء العسكرية احتراما على متن البارجة "يو اس اس الحربية" أثناء تدشينها.

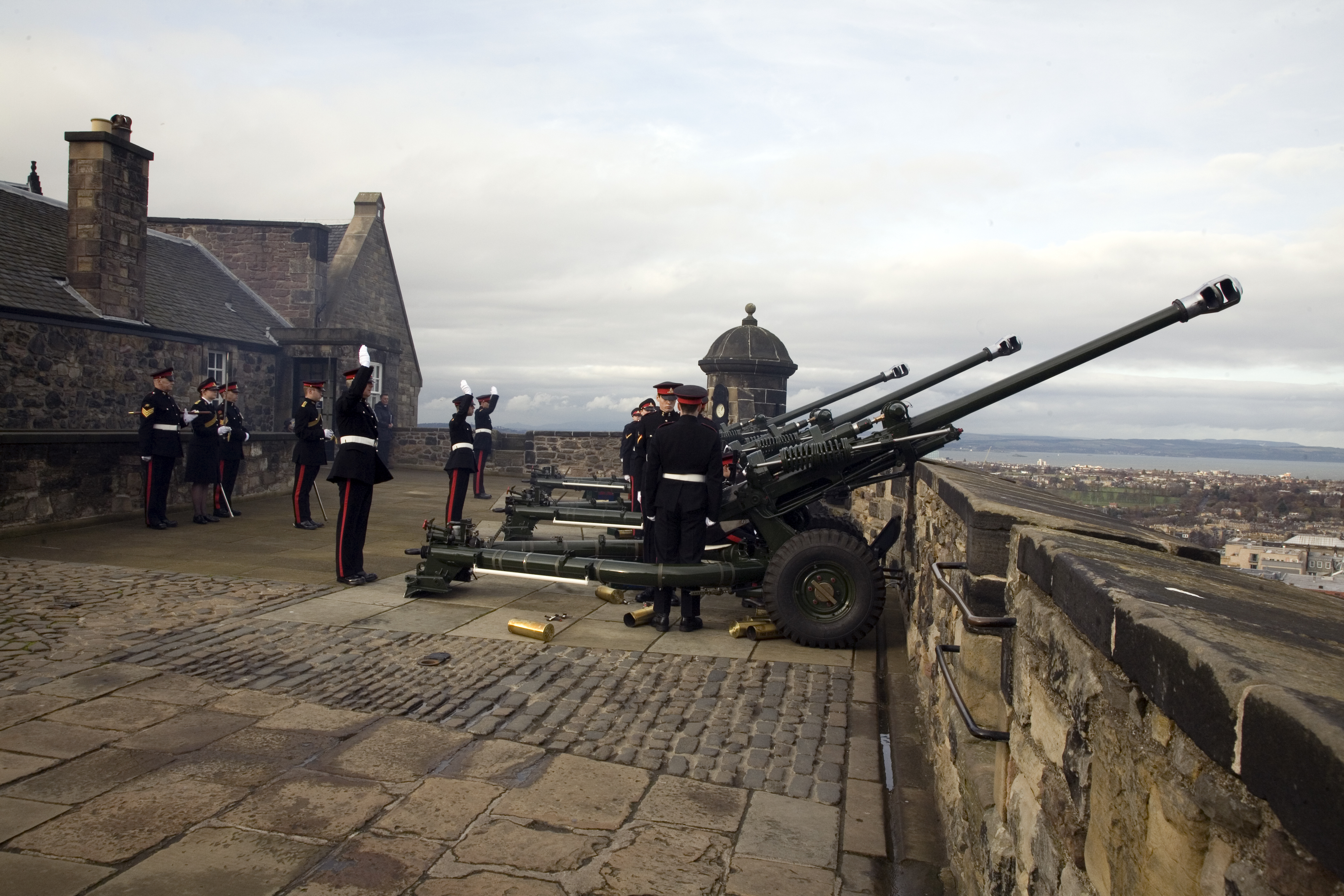
إطلاق المدافع تحية واحتراما لحدث ما أو لوصول شخصية ما

كلمة احترام في العلاقات الدولية أساس مهم في التعامل، وما دونها قد يخلق أزمات سياسية تصل إلى حد الحرب. ومن أمثلة الاحترام بين الدول احترام الحدود الدولية، واحترام رعاياها واحترام قوانينها. ومن مظاهر الاحترام بين الدول إعلان الحداد العام وتنكيس الأعلام عند وفاة حاكم البلد الآخر.
وأهم مظاهر الاحترام بين الدول عقد الاتفاقات الثقافية والاقتصادية والتبادل المنفعي في كل مظاهر الحياة.

### الأمم المتحدة
الأمم المتحدة في العديد من منظماتها تشدد كثيرا على احترام مختلف القيم وعلى رأسها حقوق الإنسان واحترام الغبية واحترام احتياجات الطفل من تغذية وتعليم وصحة وهناك الكثير من الأمثلة الأخرى.

### العسكرية
البناء العسكري الهرمي يقتضي لنجاحه، من بين عناصر كثيرة أخرى، احترام الرتب الأصغر للرتب الأكبر وتلبية الأوامر والطاعة تعبيرا عن هذا الاحترام. كما يترجم احترام الرتب الأكبر للرتب الأصغر عدم استهتار القادة بأرواح مجموعات الجيش تحت إمرتهم. ومن مظاهر هذا الاحترام أداء التحية العسكرية، واحترام الأقدمية وإطلاق المدافع، وإطلاق البنادق، واستعراض حرس الشرف وعزف السلام الوطني ومظاهر كثيرة أخرى مثل استعراض حرس الشرف، الاستعراضات العسكرية، تقليد الأوسمة والنوط، التخرج من الدورات العسكرية.

## المواطنة والاحترام
المواطنة والولاء للوطن لا يتمهما المواطن دون احترام الوطن بمكوناته جميعا، كالعلم والأرض ورأس الدولة والشعب وما ينظم العلاقة بينها كالدستور ومجموعة القوانين الصادرة عن السلطة التشريعية والتعاون مع السلطة التنفيذية لضمان تنفيذها والحفاظ على استقلالية السلطة القضائية. كل هذا يترجم قولا وفعلا إلى احترام الدولة من خلال تأدية الواجب وبالتالي الحصول على الحقوق.

## الجريمة المنظمة
بعض عصابات الجريمة المنظمة، سواء كانت حقيقية أو وهمية، تقوم على أسس خاصة من الاحترام. حيث يظهر المرؤوسون «الاحترام» لأرباب العمل. وأي ازدراء تجاه الرؤساء قد يؤدي إلى القتل أو إلى أعمال عنف أخرى.

## علامات إظهار الاحترام

### اللغة
يظهر الاحترام في عدة لغات مختلفة من خلال اتباع بعض الإرشادات، خاصة عند الإشارة إلى الأشخاص.
الكلمة التبجيلية هي كلمة أو تعبير (عادة ضمير) لإظهار الاحترام عند استخدامها للإشارة إلى شخص أو حيوان. تُستخدم الكلمات التبجيلية للشخص الثاني والثالث، وبصورة أقل مع الشخص الأول. تحتوي بعض اللغات على صيغ شخص أول معاكسة للتبجيل (مثل «خادمك المطيع» أو «هذا الرجل غير الجدير بالتبجيل») والتي تهدف إلى تعزيز القيمة النسبية الممنوحة للشخص الثاني أو الثالث.
على سبيل المثال، من الإهانة عدم استخدام اللغة المجاملة والكلمات التبجيلية عند التحدث باللغة اليابانية مع شخص ما له قيمة اجتماعية عالية. يمكن استخدام الكلمة التبجيلية «سان» عند التحدث بلغة أجنبية.
في الصين، من المهين مناداة أحدهم باسمه الأول إلا إذا كنت تعرفه لفترة طويلة. في مواقف العمل، ينادي الأشخاص لبعضهم بألقابهم. في البيت، ينادي الناس لبعضهم غالبا بألقابهم أو بمصطلح وصيغة القرابة. في الثقافة الصينية، عادة ما ينادي الأفراد لأصدقائهم بالصغير أو الكبير حتى وإن كانوا أكبر أو أصغر ببضعة شهور. عندما يسأل شخص صيني شخصا ما عن عمره، يفعلون ذلك عادة لكي يعرفوا كيف ينادون على بعضهم البعض.

### الإيماءات الجسدية
في الثقافة الإسلامية حول العالم، هناك عدة طرق لإظهار الاحترام للناس. على سبيل المثال، من المحبذ تقبيل يدي والديك، وجديك، ومعلميك. أيضا ورد في أحاديث محمد أنه إذا نظر الفرد إلى وجوه والديه أو معلميه بابتسامة، فإن الله سوف يجازيه بالنجاح والسعادة.

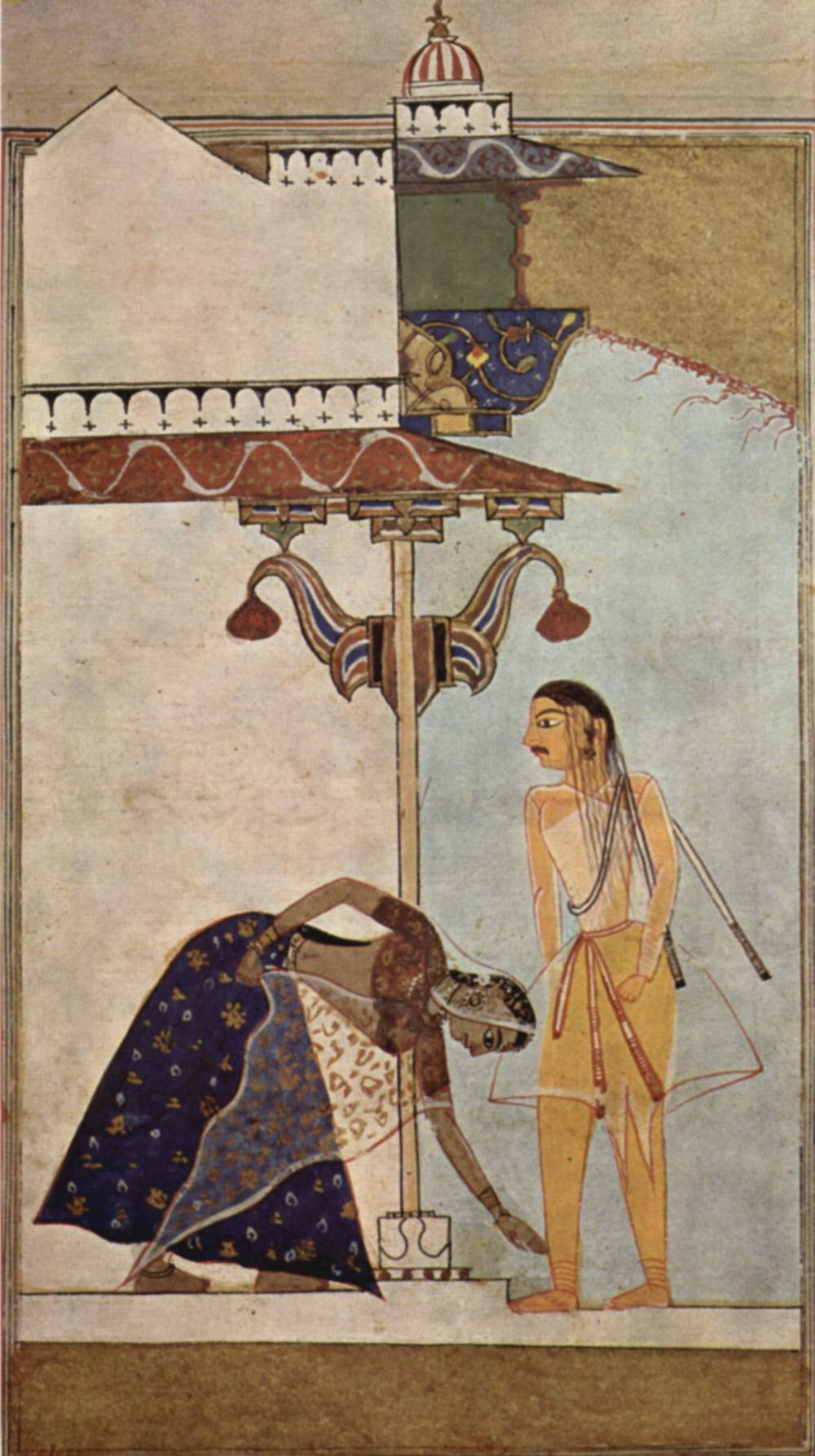
امرأة هندية تلمس أقدام رجل، تقليد لإظهار الاحترام المتأصل في الثقافة. رسمها فنان من شرق الهند، حوالي عام 1530

في الهند، من العادة لإظهار الاحترام، عندما تلمس قدم شخص ما كتابا أو أي نصوص (إذ تعتبر تصورات لساراسواتي إلهة المعرفة) أو قدم شخص آخر، فإنه يعتذر في صورة إيماءة واحدة باليد اليمنى، بينما يلمس الشخص الآخر الشيء بطرف إصبعه ثم جبهته و/أو صدره.
تعتبر العديد من الإيماءات المنتشرة في الغرب مهينة في اليابان. على سبيل المثال، يجب ألا يشير شخص إلى شخص آخر مباشرة. أيضا عند تحية أو شكر شخص ما، قد يكون من المهين إذا لم ينحني الشخص صاحب المكانة الأقل أكثر انخفاضا من انحناءة الشخص صاحب المكانة الأعلى. تنطبق بعض إيماءات الاحترام على النساء فقط أحيانا. إذا لم تضع المرأة مساحيق تجميلية أو حمالة صدر، فإنها قد تُعتبر غير محترفة أو قد يظن الآخرون أنها لا تهتم بالموقف.